# Cho Yong-hyung
Dans ce nom coréen, le nom de famille, Cho, précède le nom personnel.
Cho Yong-hyung (en coréen : 조용형), né le 3 novembre 1983 à Incheon, est un ancien footballeur international sud-coréen.